# نوكوتيلا دوبي
نوكوتيلا دوبي (1873 – 25 يناير 1917) هي أول امرأة جنوب أفريقية تؤسس مدرسة. وهي زوجة جون دوبي. سافر كلاهما إلى الولايات المتحدة حيث وصفت نوكوتيلا المرأة الملحوظة (بالإنجليزية: Woman of note)‏. توفيت بعد انفصالها عن زوجها والذي كان حينها رئيسًا للمؤتمر الوطني الأفريقي.

## حياتها
ولدت نوكوتيلا مديما عام 1873 لمتحولين للمسيحية في محطة تبشيرية في إنداندا بالقرب من ديربان. ومنذ عام 1881 تعلّمت على يد إيدا ولكوكس، وقد قامت هي وزوجها بهذه المهمة. كانت نوكوتيلا تلميذة بارزة ونشر مقالًا لها في مدينة إيدا الأم في مينيسوتا كجزء من تقرير معتاد تقدمه للإعلام. استخدم مقال نوكوتيلا لإظهار مدى إلهام المهمة للأطفال لتعلم الإنجليزية.
بعد الانتهاء من مدرسة إناندا العليا، عملت نوكوتيلا كمدرسة، وتزوجت جون دوبي عام 1894 في إناندا. وكان جون هو ابن جيمس دوبي والذي كان وزيرًا في إناندا. غادر الزوجان جنوب أفريقيا في أبريل 1896 وسافرا إلى بريطانيا مبحرين إلى نيويورك من ساوثامبتون في مايو 1896. وبحلول نوفمبر ذكرت قصتهم في منصة نيويورك (بالإنجليزية: New York Tribune)‏. فلم يكن زوجها هو الجنوب أفريقي الأسود الوحيد الذي يزور نيويورك، بل كانت نوكوتيلا هي الأمر الغير اعتيادي كونها أنثى. وصفت لوس أنجلوس تايمزنوكوتيلا بأنها "woman of note" في عام 1898. وقامت الصحف بتقديمهم كالسيد والسيدة جون ليندلي دوبي، ووصفوا مظهرهم السار؛ بفستانها الممتد للكاحل وبدلة زوجها مزدوجة الصدر. (مُنِحا هذا الاسم اعتمادًا عن المبشرين دانيال ولوسي ليندلي اللذان أسسا مُهمّة إناندا) لربما كان تقديم الزوجان بهذا الاسم لصعوبة نطق اسم جون الأوسط على القراء الأمريكان. وكتبت الصحف أن نوكوتيلا ستحصل على دروس تدبير منزلي بينما سيتدرب زوجها للانضمام لرجال الدين. وكان هدفهم على حد قولهم بأنه يريدون أن يصبحوا «مُبَشِّرين فعّالين ليس همجيين».
بينما كان الزوجان في الولايات المتحدة، ألهمهما المعلم بوكر واشنطن، لكن تدريبهما الرئيسي أتى من معهد تدريب اتحاد المبشرين الذي ضم من 30 لـ45 مبشر مسيحي من أوروبا وآسيا وأستراليا والمنطقة العربية وهذه المرة من أفريقيا أيضًا. هذه المؤسسة في بروكلين كانت قادرة على البقاء نظرًا لتطوع القساوسة والأساتذة بوقتهم هناك. وإثناء وجود نوكوتيلا في أمريكا، نشر مجلس المرأة للمهام قصتها، أفريقيا قصة حياتي (بالإنجليزية: Africa – The Story of My Life)‏ عام 1898.

## أوهلانجي

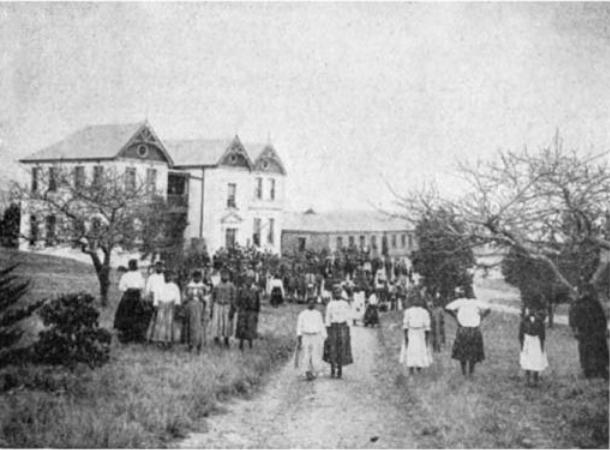
مدرسة أوهلانجي عام 1907

بعد العودة إلى جنوب أفريقيا والتدريس في مدرسة نوكوتيلا القديمة في إناندا، أسس الزوجان مدرسة أوهلانجي الثانوية. وكانت هذه المدرسة هي الأولى في البلاد من إنشاء مدرسين سود. كان زوج نوكوتيلا هو من عرضت عليه فرصة استخدام المزرعة التي اشتراها قريبه، لكنها كانت علاقة نوكوتيلا بماري إدواردز التي أدارت مدرستها القديمة هي ما ساعد الزوجان على تحويل المزرعة لمدرسة.
درّست نوكوتيلا الموسيقى والطبخ والتدبير المنزلي والخياطة، كما غنت وعزفت على بعض الآلات التقليدية في جولات لجمع التبرعات. وكتبت مع زوجها كتابًا غنائيًا بعنوان ماغاما أبانتو (بالإنجليزية: Amagama Abantu)‏ نشر عام 1911. ويعتبر هذا الكتاب معلمًا هامًا في صناعة نوعًا جديدًا من موسيقى الزولو الكورالية. وصف الزوجان هذه الأغاني هي أول ما يربط العادات الأوروبية والزولولية للمجتمع الأسود. أول طبعة لهذا الكتاب أشير فيها إلى جون ونوكوتيلا كمؤلفين للكتاب باستخدام صيغة الجمع في اللغة الزولوية. استبعد جون نفسه مرة واحدة فقط من هذه الصيغة في المقدمة ليشير بأن الموسيقى هي مسؤولية نوكوتيلا. كان لنوكوتيلا قدرات موسيقية لكنها تلقت أيضًا دروسًا في الموسيقى من مدرسين أثناء تواجدها في أمريكا.
بالإضافة لأعمالهم الأدبية، أسس الزوجان أول صحيفة زولوية/إنجليزية تحت عنوان Ilanga laseNatali (شمس ناتال) عام 1903. وينسب الفضل للزوجان بجعل أغنية Nkosi Sikelel' iAfrika مشهورة. فقد أصبحت جزءً من النشيد الوطني الجنوب أفريقي عقب استخدام كورال معهد أوهلانج لها. وقد أداها الكورال في اجتماع المؤتمر الوطني الأفريقي عام 1912. وغنيت بعد الصلاة الختامية وأعلنها المؤتمر الوطني الأفريقي كنشيده الختامي عام 1925.
كان لعدم قدرة جون ونوكوتيلا على إنجاب الأطفال أثرًا سيئًا عليها، وأنجب جون طفلًا مع واحدة من تلامذته. خلال طفولتها، كتبت نوكوتيلا عن أهمية وتحفز شعبها للحصول على الأطفال. عقدت لجنة للتحقيق مع زوجها، لكنهم لم يتخذوا أي رد فعل وشعرت نوكوتيلا بالخزي. انفصل الزوجان حوالي عام 1914، وانتقلت نوكوتيلا إلى ترانسفال حيث وعظت في المجتمعات الريفية قبل أن تصاب بمرض في الكلى. عادت نوكوتيلا لتعيش مع زوجها في جوهانسبرغ وتوفيت عام 1917 بعمر 44 عام. حضر جنازتها عدة أشخاص بارزين ممن كونوا فيما بعد المؤتمر الوطني الأفريقي.

## إرثها
يقال أن نوكوتيلا قد ألهمت ليليان تشابالالا وأخريات لتأسيس جمعية باسم بنات أفريقيا (بالإنجليزية: The Daughters of Africa)‏، في ناتال عام 1932. على الرغم من ذلك، مساهمات نوكوتيلا للتعليم في جنوب أفريقيا ونمو ما أصبح يعرف بالمؤتمر الوطني الأفريقي لا تزال غير معروفة. وتشير أحدث الأبحاث أن عدم قدرتها على إنجاب أطفال مع زوجها جون دوبي لم يتسبب فحسب في انهيار زواجها، بل تسبب في أن قصتها قد رويت فقط بواسطة أبناء زوجها، وأبناء وبنات إخوتها.

## روابط خارجية
- «تذكر نوكوتيلا - Ukukhumbula uNokutela».